# Proctoporus cephalolineatus
Espèce
Proctoporus cephalolineatus est une espèce de sauriens de la famille des Gymnophthalmidae.

## Répartition
Cette espèce se rencontre dans la Cordillère de la Costa au Venezuela et à la Trinité.

## Publication originale
- García Pérez & Yustiz, 1995 : Garcia-Perez, J.E., and E. E. Yustiz 1995. Una nueva especie de Proctoporus (Sauria: Gymnophthalmidae) de los Andes de Venezuela. Revista de Ecologia Latinoamericana, vol. 4, p. 1-5 (texte intégral).